# Mulberry (Indiana)
Mulberry – miasto w Stanach Zjednoczonych, w stanie Indiana, w hrabstwie Clinton.

## Demografia
W 2000 roku liczyło 1387 mieszkańców. W roku 2023 liczba mieszkańców spadła do 1217 osób, a gęstość zaludnienia poniżej 812 osób/km².